# Островецкий повет
Островецкий повет (пол. Powiat ostrowiecki) — повет (район) в Польше, входит как административная единица в Свентокшиское воеводство. Центр повета — город Островец-Свентокшиски. Занимает площадь 616,33 км². Население — 113 265 человек (на 30 июня 2015 года).

## Административное деление
- города: Островец-Свентокшиски, Чмелюв, Кунув
- городские гмины: Островец-Свентокшиски
- городско-сельские гмины: Гмина Чмелюв, Гмина Кунув
- сельские гмины: Гмина Балтув, Гмина Бодзехув, Гмина Васнюв

## Демография
Население повета дано на 30 июня 2015 года.

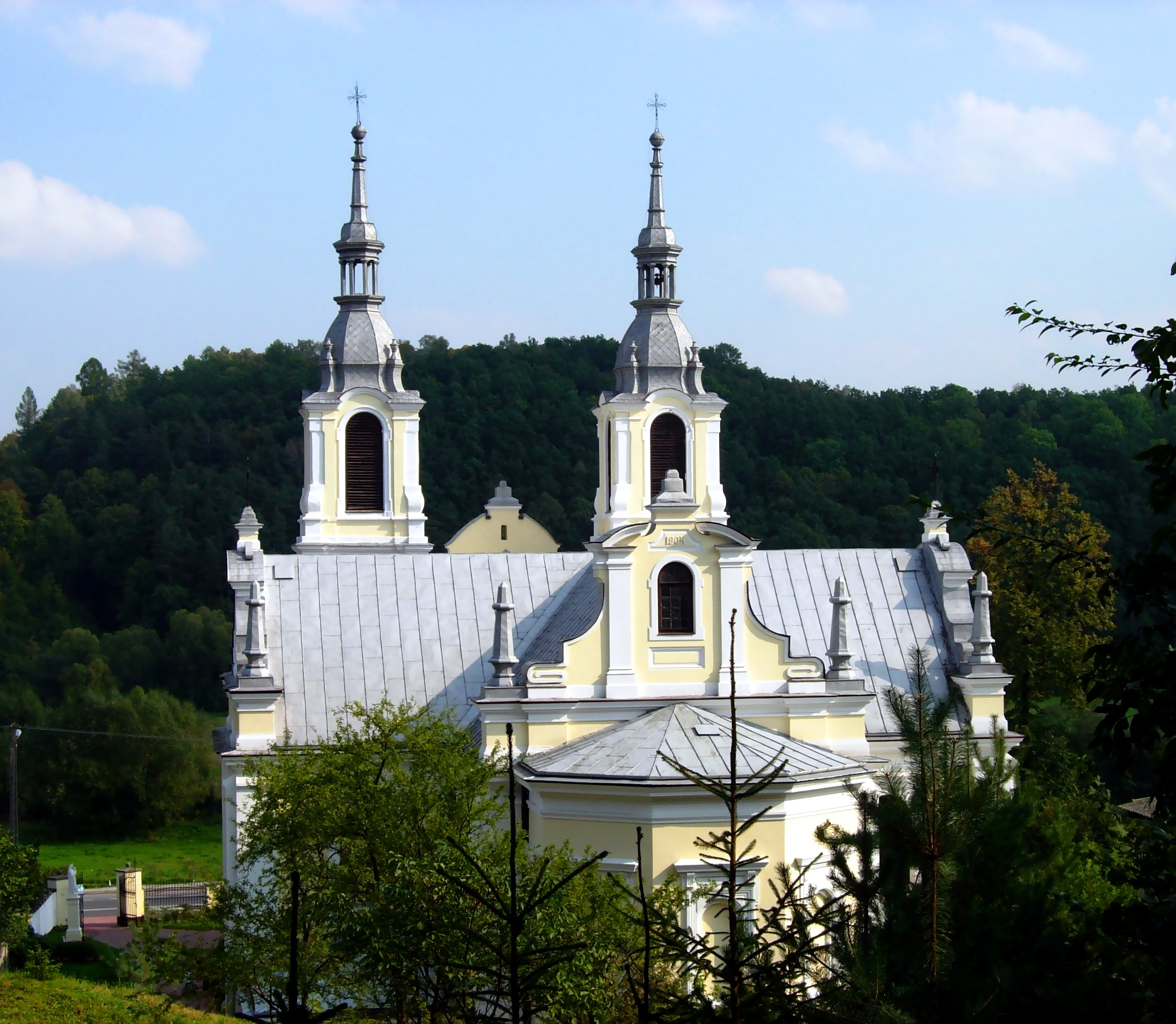
Костёл

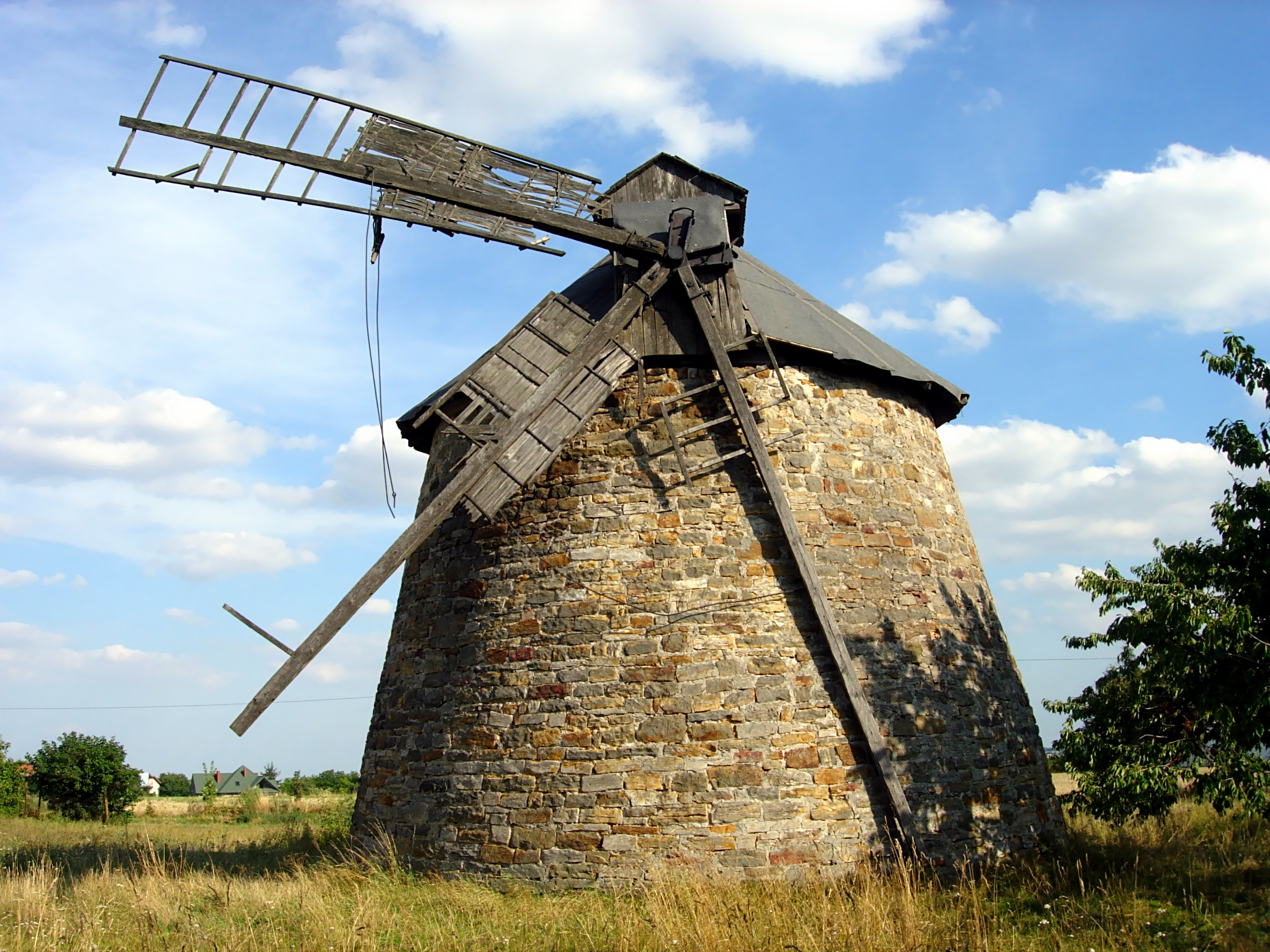
Островецкий повет

| Перепись            | Всего   | Мужчины | Женщины |
| ------------------- | ------- | ------- | ------- |
|                     | чел.    | чел.    | чел.    |
| Всего               | 113 265 | 54 376  | 58 889  |
| Городское население | 77 583  | 36 787  | 40 796  |
| Сельское население  | 35 682  | 17 589  | 18 093  |